# Lauritz Christian Lindhardt
Lauritz Christian Lindhardt (n. 20 august 1842 – d. 25 septembrie 1906) a fost un dentist danez, profesor la Școala dentară din Copenhaga și președinte al Asociației Dentare Daneze 1888-1890 și 1891-1898. În 1870 a contribuit la introducerea primei periuțe de dinți din America.

## Biografie
Laurtiz Christian Lindhardt a fost fiul lui Bendt Lindhardt și al lui Johanne Thomasine Nicoline Lauritsdatter Prom și a devenit tatăl lui Holger Lindhardt, dentist în Rønne. Printre descendenții săi se numără Orla Holger Lindhardt, luptătoare în rezistență, și Claes Lindhardt, scriitor din zilele noastre.
Lindhardt a fost numit profesor titular în 1894.
În 1893, Lindhardt a fost numit cavaler al Ordinului Dannebrog.